# Bistum Jilin

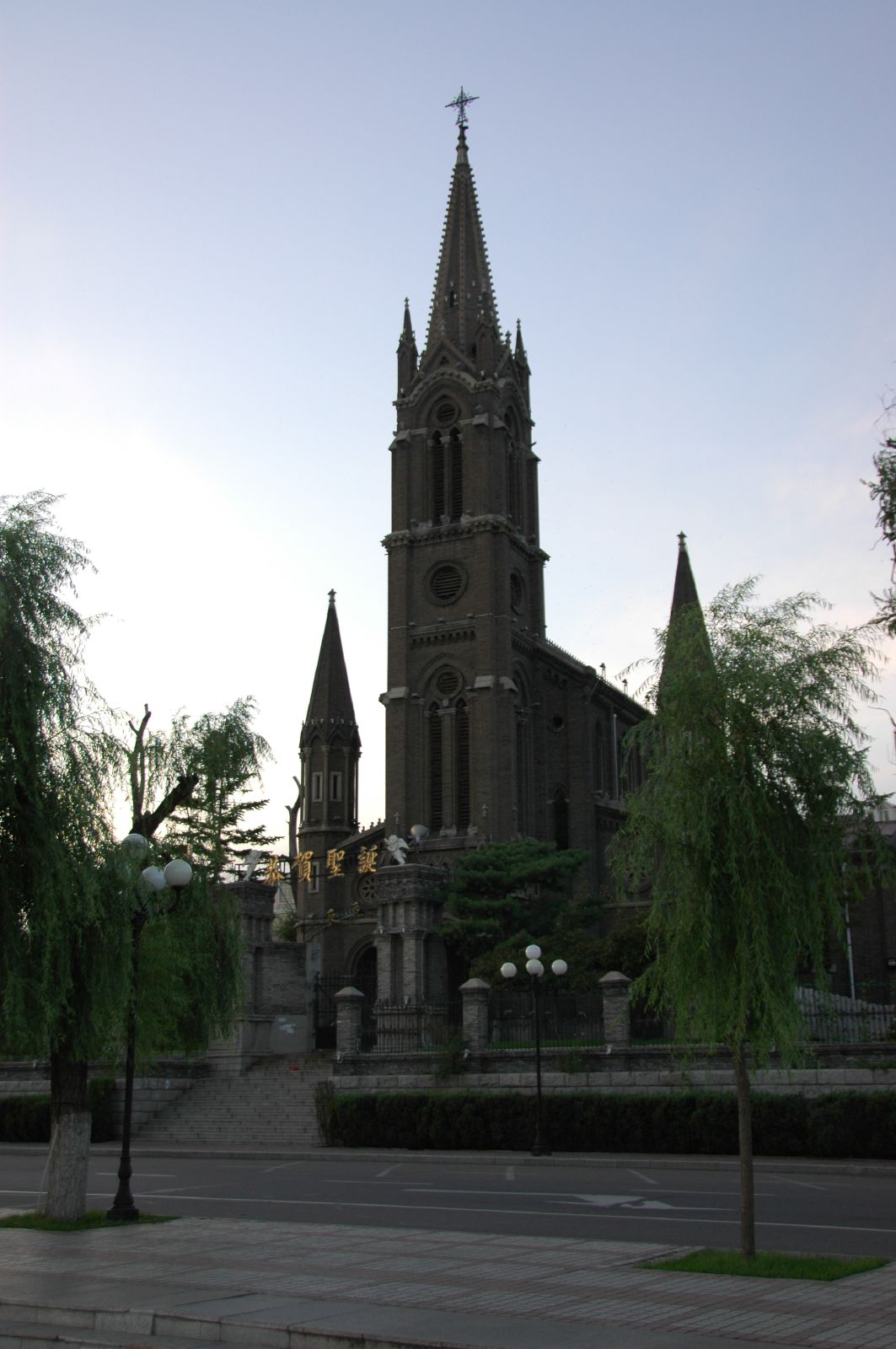
Kathedrale Herz Jesu in Jilin

Das Bistum Jilin (lat.: Dioecesis Chilinensis) ist eine in der Volksrepublik China gelegene römisch-katholische Diözese mit Sitz in Jilin. 

## Geschichte
Das Bistum Jilin entstand am 10. Mai 1898 infolge der Teilung des Apostolischen Vikariates Mandschurei in die Apostolischen Vikariate Nord-Mandschurei und Süd-Mandschurei. Am 3. Dezember 1924 wurde das Apostolische Vikariat Nord-Mandschurei in Apostolisches Vikariat Jilin umbenannt.
Das Apostolische Vikariat Jilin wurde am 11. April 1946 durch Papst Pius XII. mit der Apostolischen Konstitution Quotidie Nos zum Bistum erhoben und dem Erzbistum Shenyang als Suffraganbistum unterstellt.

## Ordinarien

### Apostolische Vikare von Süd-Gansu
- Pierre-Marie-François Lalouyer MEP (1898–1923)
- Auguste-Ernest-Désiré-Marie Gaspais MEP (1923–1924)

### Apostolische Vikare von Jilin
- Auguste-Ernest-Désiré-Marie Gaspais MEP (1924–1946)

### Bischöfe von Jilin
- Auguste-Ernest-Désiré-Marie Gaspais MEP (1946–1952)
- Sedisvakanz (1952–1983)
- Andrew Han Jing-tao (seit 1983)